# 市井紗耶香 in CUBIC-CROSS
市井紗耶香 in CUBIC-CROSS（いちい さやか・イン・キュービック・クロス）は、日本の女性アイドルグループ・モーニング娘。の元メンバー市井紗耶香を中心に結成された音楽ユニット・バンド。2003年に解散した。

## メンバー
- 市井紗耶香　（ボーカル・作詞担当）
1983年12月31日生まれ、千葉県出身、血液型A型
- 吉澤直樹　（ギター・作曲担当）
1975年7月21日生まれ、茨城県出身、血液型B型
- たいせー　（キーボード・作曲・編曲担当）
1969年11月29日生まれ、大阪府出身、血液型B型

## 来歴
2001年10月に芸能界復帰を果たした元モーニング娘。の市井紗耶香と、シャ乱Qのキーボーディスト・たいせー（のち、たいせい）、ギタリスト鳥山雄司の弟子であり、『LOVE LOVEあいしてる』のスタッフでもあったギタリスト・吉澤直樹の3人で、2002年3月24日に結成される。
シングル「人生がもう始まってる」で2002年4月24日にCDデビュー。2002年11月に1stアルバム『C:BOX』をリリース。Cymbalsの矢野博康をアレンジャーに迎える。全11曲中7曲の作詞を市井が担当。
2003年初めにリリース予定だったシングル「ずっとずっと」は発売延期の末、同年5月にリリース。長髪の市井のジャケット写真が話題になるが、累計約5000枚と初めて売上1万枚を割る。同年夏、CUBIC-CROSSは活動を休止し、11月9日に市井の引退宣言を受けて解散。市井は2009年にソロで活動を再開した。
2004年5月、元メンバーの市井と吉澤の結婚および市井の妊娠が発表され、市井は同年8月に出産。2011年5月24日に離婚したことが報じられた。

## ディスコグラフィー

### シングル
| 1st | 2002年4月24日 | 人生がもう始まってる | 1. 人生がもう始まってる 作詞：三浦徳子／作曲：たいせー／編曲：たいせー 2. 空 作詞：市井紗耶香／作曲：たいせー／編曲：たいせー 3. 人生がもう始まってる（Instrumental）                      | - 品番：PKCP-5004 - オリコン最高順位11位 - 初回特典としてイベント参加券同封 |
| 2nd | 2002年7月17日 | 失恋LOVEソング       | 1. 失恋LOVEソング 作詞：市井紗耶香／作曲：たいせー／編曲：たいせー 2. ずっとね 作詞：市井紗耶香／作曲：たいせー／編曲：たいせー 3. 失恋LOVEソング（Instrumental）                          | - 品番：PKCP-5007 - オリコン最高順位12位 - 初回盤8ページブックレット仕様    |
| 3rd | 2002年9月11日 | 届け！恋のテレパシー | 1. 届け！恋のテレパシー 作詞：市井紗耶香／作曲：たいせー／編曲：たいせー 2. がんばってみるよ 作詞：三浦徳子／作曲：たいせー／編曲：たいせー 3. 届け！恋のテレパシー（Instrumental）        | - 品番：PKCP-5009 - オリコン最高順位17位                                    |
| 4th | 2003年5月1日  | ずっとずっと         | 1. ずっとずっと 作詞：市井紗耶香＆園田凌士／作曲：たいせー／編曲：矢野博康 2. journey 作詞：市井紗耶香／作曲：吉澤直樹＆たいせー／編曲：吉澤直樹＆たいせー 3. ずっとずっと（Instrumental） | - 品番：PKCP-5016 - オリコン最高順位46位                                    |

### アルバム
| 1st | 2002年11月20日 | C:BOX | 1. Cランチ 作詞：つんく／作曲：たいせー／編曲：矢野博康 2. 届け！恋のテレパシー 3. 帰りたくない 作詞：三浦徳子／作曲：たいせー／編曲：高橋諭一 4. ごめんねダーリン 作詞：市井紗耶香／作曲：たいせー／編曲：たいせー 5. マエ、ススメ。 作詞：市井紗耶香／作曲：はたけ／編曲：はたけ 6. 粉雪 作詞：市井紗耶香／作曲：吉澤直樹／編曲：吉澤直樹＆たいせー 7. Hug & Kiss 作詞：市井紗耶香／作曲：たいせー／編曲：たいせー 8. Same Time 作詞：まこと／作曲：はたけ／編曲：はたけ 9. 失恋LOVEソング 10. 人生がもう始まっている 11. be born 作詞：市井紗耶香／作曲：たいせー／編曲：たいせー | - 品番：PKCP-5011 - オリコン最高順位35位 - 初回盤タトゥーシール封入 |